# Giro di Svizzera femminile 2025
Il Giro di Svizzera femminile 2025 (nome ufficiale 2025 Tour de Suisse Women), decima edizione della gara, valevole come diciannovesima prova dell'UCI Women's World Tour 2025, si svolse dal 12 al 15 giugno 2025 su un percorso 509,7 km, suddiviso in 4 tappe, con partenza da Gstaad ed arrivo a Küssnacht, in Svizzera. La vittoria fu appannaggio della svizzera Marlen Reusser, che completò il percorso in 13h03'00", precedendo l'olandese Demi Vollering e la polacca Katarzyna Niewiadoma.
Sul traguardo finale di Küssnacht, 85 cicliste delle 107 accreditate alla partenza, portarono a termine la competizione.

## Tappe
| Tappa  | Data      | Percorso              | km    | Vincitore di tappa | Leader cl. generale |
| ------ | --------- | --------------------- | ----- | ------------------ | ------------------- |
| 1ª     | 12 giugno | Gstaad > Gstaad       | 95,5  | Marlen Reusser     | Marlen Reusser      |
| 2ª     | 13 giugno | Gstaad > Oberkirch    | 161,7 | Amber Kraak        | Marlen Reusser      |
| 3ª     | 14 giugno | Oberkirch > Küssnacht | 123,1 | Elisa Balsamo      | Marlen Reusser      |
| 4ª     | 15 giugno | Küssnacht > Küssnacht | 129,4 | Marlen Reusser     | Marlen Reusser      |
| Totale | Totale    | Totale                | 509,7 |                    |                     |

## Squadre e cicliste partecipanti
| N.    | Cod. | Squadra                    |
| ----- | ---- | -------------------------- |
| 1-6   | TFS  | FDJ-Suez                   |
| 11-16 | AGS  | AG Insurance-Soudal Team   |
| 21-26 | CSZ  | Canyon-SRAM Zondacrypto    |
| 31-36 | CTC  | Ceratizit Pro Cycling Team |
| 41-46 | FDC  | Fenix-Deceuninck           |
| 51-56 | LTK  | Lidl-Trek                  |
| 61-66 | LIV  | Liv AlUla Jayco            |
| 71-76 | MOV  | Movistar Team              |
| 81-86 | CGS  | Roland                     |

| N.      | Cod. | Squadra                   |
| ------- | ---- | ------------------------- |
| 91-96   | TPP  | Team Picnic PostNL        |
| 101-106 | SDW  | Team SD Worx-Protime      |
| 111-116 | TVL  | Team Visma-Lease a Bike   |
| 121-126 | EFO  | EF Education-Oatly        |
| 131-136 | VAI  | Aromitalia 3T Vaiano      |
| 141-146 | BPK  | BePink-Imatra-Bongioanni  |
| 151-156 | DAS  | DAS-Hutchinson            |
| 161-166 | DDG  | DD Group Pro Cycling Team |
| 171-176 | NXT  | Nexetis                   |

## Dettagli delle tappe

### 1ª tappa
- 12 giugno: Gstaad > Gstaad – 95,5 km

Risultati
| Pos. | Corridore            | Squadra  | Tempo    |
| ---- | -------------------- | -------- | -------- |
| 1    | Marlen Reusser       | Movistar | 2h29'32" |
| 2    | Demi Vollering       | FDJ-Suez | s.t.     |
| 3    | Katarzyna Niewiadoma | Canyon   | a 1'42"  |

| Pos. | Corridore            | Squadra  | Tempo    |
| ---- | -------------------- | -------- | -------- |
| 1    | Marlen Reusser       | Movistar | 2h29'17" |
| 2    | Demi Vollering       | FDJ-Suez | a 4"     |
| 3    | Katarzyna Niewiadoma | Canyon   | a 1'51"  |

### 2ª tappa
- 13 giugno: Gstaad > Oberkirch – 161,7 km

Risultati
| Pos. | Corridore     | Squadra  | Tempo    |
| ---- | ------------- | -------- | -------- |
| 1    | Amber Kraak   | FDJ-Suez | 4h14'31" |
| 2    | Marta Lach    | SD Worx  | a 1'55"  |
| 3    | Elise Chabbey | FDJ-Suez | a 2'43"  |

| Pos. | Corridore            | Squadra  | Tempo    |
| ---- | -------------------- | -------- | -------- |
| 1    | Marlen Reusser       | Movistar | 6h47'01" |
| 2    | Demi Vollering       | FDJ-Suez | a 4"     |
| 3    | Katarzyna Niewiadoma | Canyon   | a 1'21"  |

### 3ª tappa
- 14 giugno: Oberkirch > Küssnacht – 123,1 km

Risultati
| Pos. | Corridore        | Squadra      | Tempo    |
| ---- | ---------------- | ------------ | -------- |
| 1    | Elisa Balsamo    | Lidl-Trek    | 2h56'35" |
| 2    | Mischa Bredewold | SD Worx      | s.t.     |
| 3    | Noemi Rüegg      | EF Education | a 1"     |

| Pos. | Corridore            | Squadra  | Tempo    |
| ---- | -------------------- | -------- | -------- |
| 1    | Marlen Reusser       | Movistar | 9h43'35" |
| 2    | Demi Vollering       | FDJ-Suez | a 3"     |
| 3    | Katarzyna Niewiadoma | Canyon   | a 1'23"  |

### 4ª tappa
- 15 giugno: Küssnacht > Küssnacht – 129,4 km

Risultati
| Pos. | Corridore            | Squadra  | Tempo    |
| ---- | -------------------- | -------- | -------- |
| 1    | Marlen Reusser       | Movistar | 3h19'36" |
| 2    | Katarzyna Niewiadoma | Canyon   | a 28"    |
| 3    | Demi Vollering       | FDJ-Suez | s.t.     |

| Pos. | Corridore            | Squadra  | Tempo     |
| ---- | -------------------- | -------- | --------- |
| 1    | Marlen Reusser       | Movistar | 13h03'00" |
| 2    | Demi Vollering       | FDJ-Suez | a 36"     |
| 3    | Katarzyna Niewiadoma | Canyon   | a 1'56"   |

## Classifiche finali

### Classifica generale - Maglia gialla (top 10)
| Pos. | Corridore            | Squadra      | Tempo     |
| ---- | -------------------- | ------------ | --------- |
| 1    | Marlen Reusser       | Movistar     | 13h03'00" |
| 2    | Demi Vollering       | FDJ-Suez     | a 36"     |
| 3    | Katarzyna Niewiadoma | Canyon       | a 1'56"   |
| 4    | Niamh Fisher-Black   | Lidl-Trek    | a 3'25"   |
| 5    | Urška Žigart         | AG-Soudal    | s.t.      |
| 6    | Cédrine Kerbaol      | EF Education | a 3'27"   |
| 7    | Yara Kastelijn       | Fenix        | a 3'57"   |
| 8    | Mavi García          | Liv AlUla    | a 4'29"   |
| 9    | Marion Bunel         | Visma        | a 4'40"   |
| 10   | Eleonora Ciabocco    | Picnic       | a 4'59"   |

### Classifica a punti - Maglia nera (top 5)
| Pos. | Corridore            | Squadra  | Tempo |
| ---- | -------------------- | -------- | ----- |
| 1    | Marlen Reusser       | Movistar | 28"   |
| 2    | Demi Vollering       | FDJ-Suez | 22    |
| 3    | Katarzyna Niewiadoma | Canyon   | 16    |
| 4    | Marta Lach           | SD Worx  | 14    |
| 5    | Amber Kraak          | FDJ-Suez | 12    |

### Classifica scalatori - Maglia rossa (top 5)
| Pos. | Corridore            | Squadra   | Tempo |
| ---- | -------------------- | --------- | ----- |
| 1    | Marta Lach           | SD Worx   | 24    |
| 2    | Sarah Gigante        | AG-Soudal | 22    |
| 3    | Carina Schrempf      | Fenix     | 17    |
| 4    | Katarzyna Niewiadoma | Canyon    | 12    |
| 5    | Amber Kraak          | FDJ-Suez  | 11    |

### Classifica giovani - Maglia bianca (top 5)
| Pos. | Corridore         | Squadra   | Tempo     |
| ---- | ----------------- | --------- | --------- |
| 1    | Marion Bunel      | Visma     | 13h07'40" |
| 2    | Eleonora Ciabocco | Picnic    | a 19"     |
| 3    | Isabella Holmgren | Lidl-Trek | a 1'46"   |
| 4    | Nienke Vinke      | Picnic    | a 3'16"   |
| 5    | Gaia Segato       | BePink    | a 5'33"   |

### Classifica a squadre
| Pos. | Squadra             | Tempo     |
| ---- | ------------------- | --------- |
| 1    | Lidl-Trek           | 39h25'40" |
| 2    | AG Insurance-Soudal | a 52"     |
| 3    | Liv AlUla Jayco     | a 1'33"   |
| 4    | Liv AlUla Jayco     | a 3'31"   |
| 5    | Team Picnic PostNL  | a 8'41"   |